# Marvila (Lissabon)
Marvila ist eine Gemeinde (Freguesia) im portugiesischen Kreis Lissabon.

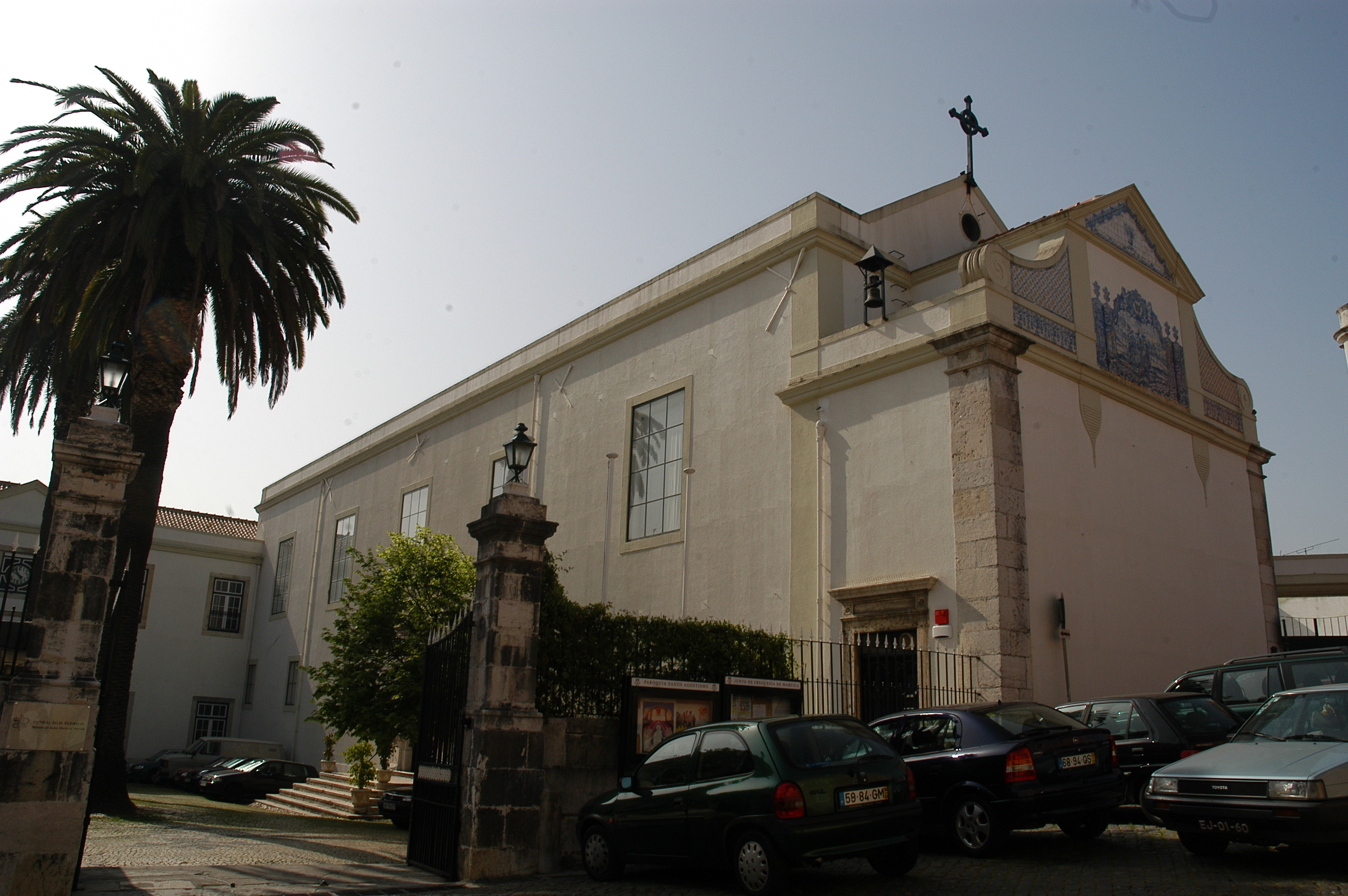
Kirche Paroquial de Santo Agostinho in Marvila

 In ihr leben 35.479 Einwohner (Stand 19. April 2021). Marvila grenzt an die Freguesias Beato, Areeiro, Alvalade, Olivais und Parque das Nações. 

## Sport
In Marvila befindet sich das Fußballstadion Campo Engenheiro Carlos Salema, in dem der Clube Oriental de Lisboa seine Heimspiele austrägt, der zurzeit in der portugiesischen Segunda Liga spielt.

## Persönlichkeiten
- Sara Correia (* 1993), Fadista